# دودو امسلم
ديفيد «دودو» امسلم (بالعبرية: דוד "דודי" אמסלם، من مواليد 11 أغسطس 1960) المعروف أيضا باسم دودي امسلم هو سياسي إسرائيلي.